# Diego Álvarez de Osorio
Diego Álvarez de Osorio (1485 - maio de 1536) foi um prelado católico romano que serviu como o primeiro bispo da Nicarágua (1531–1536).

## Biografia
Os registos indicam que Diego Álvarez de Osorio nasceu em Darien, no Panamá, em 1485; embora isso seja improvável. Outras fontes indicam que chegou ao Panamá em 1528, onde serviu como cónego da catedral. A 26 de fevereiro de 1531, foi nomeado bispo da Nicarágua durante o papado do Papa Clemente VII. Embora nunca tenha sido consagrado bispo, serviu como Bispo Eleito da Nicarágua até à sua morte em maio de 1536.
No final de 2000, arqueólogos descobriram restos mortais enterrados na ruínas da Catedral de León Viejo, que se acreditava serem dos primeiros dominicanos a chegarem a Nicarágua, incluindo Frei Diego Álvares de Osorio.